# I världen är så mörkt och tungt
I världen är så mörkt och tungt är en psalm med text skriven av Johan Olof Wallin.

## Publicerad i
- 1819 års psalmbok som nr 237 under rubriken "Kristligt sinne och förhållande - I allmänhet: Förhållandet till Gud: Tålamod och tröst av Guds godhet under korset och bedrövelsen".[1]